# Leptodactylus hallowelli
Leptodactylus hallowelli es una especie de anfibio anuro de la familia de los leptodactílidos, en incertae sedis.

## Distribución geográfica
Se encuentra en Colombia.